# Nagua
Nagua (eller Trinidad Sánchez Nagua) är en kommun i norra Dominikanska republiken, vid kusten mot Atlanten. Den är administrativ huvudort för provinsen María Trinidad Sánchez. Kommunen har cirka 77 000 invånare.